# Konrad König
Konrad „Conny“ König (* 31. Juli 1961 in Hallein) ist ein ehemaliger, österreichischer Amateurboxer. Er ist der Sohn des ehemaligen Boxers Rupert König.
Der gelernte Bankkaufmann wurde 1979 Österreichischer Meister im Leichtgewicht, 1980 und 1981 Österreichischer Meister im Halbweltergewicht, sowie von 1982 bis 1986 Österreichischer Meister im Weltergewicht. Mit acht nationalen Meistertiteln liegt er zusammen mit Biko Botowamungu auf Platz vier der national erfolgreichsten Amateurboxer und wird dabei nur von seinem Vater Rupert mit neun Titeln, dem Vorarlberger Jürgen König mit elf Titeln und dem Tiroler Manfred Dimter mit 14 Titeln übertroffen.
Er war Teilnehmer der 1. Weltmeisterschaft der Junioren 1979 in Yokohama, wo er die Bronzemedaille im Halbweltergewicht gewann. Eine weitere Bronzemedaille gewann er im Weltergewicht bei der Militär-Weltmeisterschaft 1984 in Jinja.
1984 nahm er im Weltergewicht auch an den 24. Olympischen Sommerspielen in Los Angeles teil, verlor jedoch bereits in der Vorrunde gegen den Tunesier Khemais Refai.
Er nahm zudem an der Junioren-Europameisterschaft 1980 in Rimini, der Europameisterschaft 1981 in Tampere und der Weltmeisterschaft 1982 in München teil, ohne jedoch die Medaillenränge zu erreichen.
Nach seiner aktiven Karriere wurde er staatlich geprüfter Lehrwart und betreibt einen Boxclub in Hallein.